# François-Henri Pinault
François-Henri Pinault (tiếng Pháp: [pino]; sinh 28 tháng 5 năm 1962) là một doanh nhân người Pháp, chủ tịch và CEO của Kering từ năm 2005, và Chủ tịch của Groupe Artémis từ năm 2003. Dưới sự lãnh đạo của ông, Kering đã thoái vốn ngành bán lẻ và trở thành một tập đoàn hàng xa xỉ.

## Tiểu sử

### Giáo dục, sự nghiệp
François-Henri Pinault là con trai của François Pinault, người sáng lập Pinault S.A., sau này trở thành Pinault-Printemps-Redoute, sau đó là PPR, và sau đó là Kering. François-Henri Pinault tốt nghiệp Trường quản lý HEC (1985). Trong quá trình học, anh ấy đã đồng sáng lập công ty CRM vẫn còn mềm Computing với các sinh viên khác và thực tập tại Hewlett-Packard ở Paris với tư cách là nhà phát triển phần mềm cơ sở dữ liệu. Sau khi tốt nghiệp, anh hoàn thành nghĩa vụ quân sự tại Lãnh sự quán Pháp tại Los Angeles, và phụ trách nghiên cứu thời trang và các lĩnh vực công nghệ mới.
Năm 1987, François-Henri Pinault bắt đầu sự nghiệp tại PPR (lúc đó gọi là Pinault Distribution), nơi ông được thăng chức quản lý bộ phận mua hàng năm 1988, giám đốc điều hành của France Bois Industries vào năm 1989, và giám đốc điều hành của Pinault Distribution vào năm 1990.
Vào những năm 1990, khi Pinault Distribution trở thành PPR, một công ty quốc tế trong lĩnh vực bán lẻ, François-Henri Pinault trở thành chủ tịch của CFAO năm 1993 và CEO của Fnac vào năm 1997.

### Biến PPR thành Kering
Vào tháng 5 năm 2003, François-Henri Pinault trở thành phó chủ tịch của PPR và chủ tịch của Artemis, công ty cổ phần kiểm soát tài sản của gia đình Pinault. Vào tháng 3 năm 2005, ông trở thành chủ tịch và CEO của PPR.
Ở vị trí lãnh đạo của nhóm, ông đã lo ngại về mối quan hệ chặt chẽ của PPR với thị trường châu Âu và tập hợp nhiều doanh nghiệp chiết trung của nó. Tìm kiếm các phân khúc tăng trưởng cao, ông định hướng nhóm theo hướng thời trang và sang trọng. Ông đã bán tài sản bán lẻ hàng đầu PPR: Conforama, CFAO, Printemps, Fnac và La Redoute. PPRsau đó sáp nhập với nhóm Gucci, công ty con từ năm 1999. Các thương hiệu Gucci, Yves Saint-Laurent, Bottega Veneta, Balenciaga, Boucheron, Alexander McQueen và Stella McCartney bây giờ dưới sự giám sát trực tiếp của giám đốc điều hành PPR. Tập đoàn đã mở rộng danh mục đầu tư của các thương hiệu xa xỉ với việc mua lại hãng đồng hồ Thụy Sĩ Girard-Perregaux (2011), Công ty may thời trang Ý Brioni (2011), thợ kim hoàn Hồng Kông Qeelin (2012), thợ kim hoàn người Ý Pomellato (2013), thương hiệu Anh Christopher Kane (2013), nhà thiết kế người Đức Tomas Maier, thợ làm đồng hồ Thụy Sĩ Ulysse Nardin (2014). Kering cũng đã phát triển một bộ phận thể thao & lối sống với việc mua lại Puma (2007) và Volcom (2011). Ông đã biến sự bền vững thành một trụ cột của công ty bằng cách giới thiệu các giải pháp mới để giảm đáng kể sự ô nhiễm của ngành công nghiệp dệt may và sang trọng.
Từ năm 2003 đến 2014, doanh thu được ghi nhận bởi PPR đã giảm hơn một nửa, nhưng lợi nhuận của nó đã tăng 40%. Từ năm 2005 đến 2017, doanh thu xa xỉ của tập đoàn tăng từ 3 đến 10 tỷ euro.
Vào tháng 6 năm 2013, François-Henri Pinault đã đổi tên tập đoàn từ PPR thành Kering. Tên mới là một tham chiếu đến gốc Breton, "Ker" có nghĩa là "nhà" trong tiếng địa phương Vùng, và âm thanh như "chăm sóc". Năm 2018, khi doanh thu tăng 27% lên 15,5 tỷ euro vào năm trước, ông đã tuyên bố kế hoạch của mình vượt trội Louis Vuitton với Gucci theo thời gian.
Năm 2018, François-Henri Pinault đã xác nhận việc Kering thoát ra khỏi lĩnh vực Thể thao & Lối sống chỉ tập trung vào lĩnh vực hàng xa xỉ.